# Italiotische bond

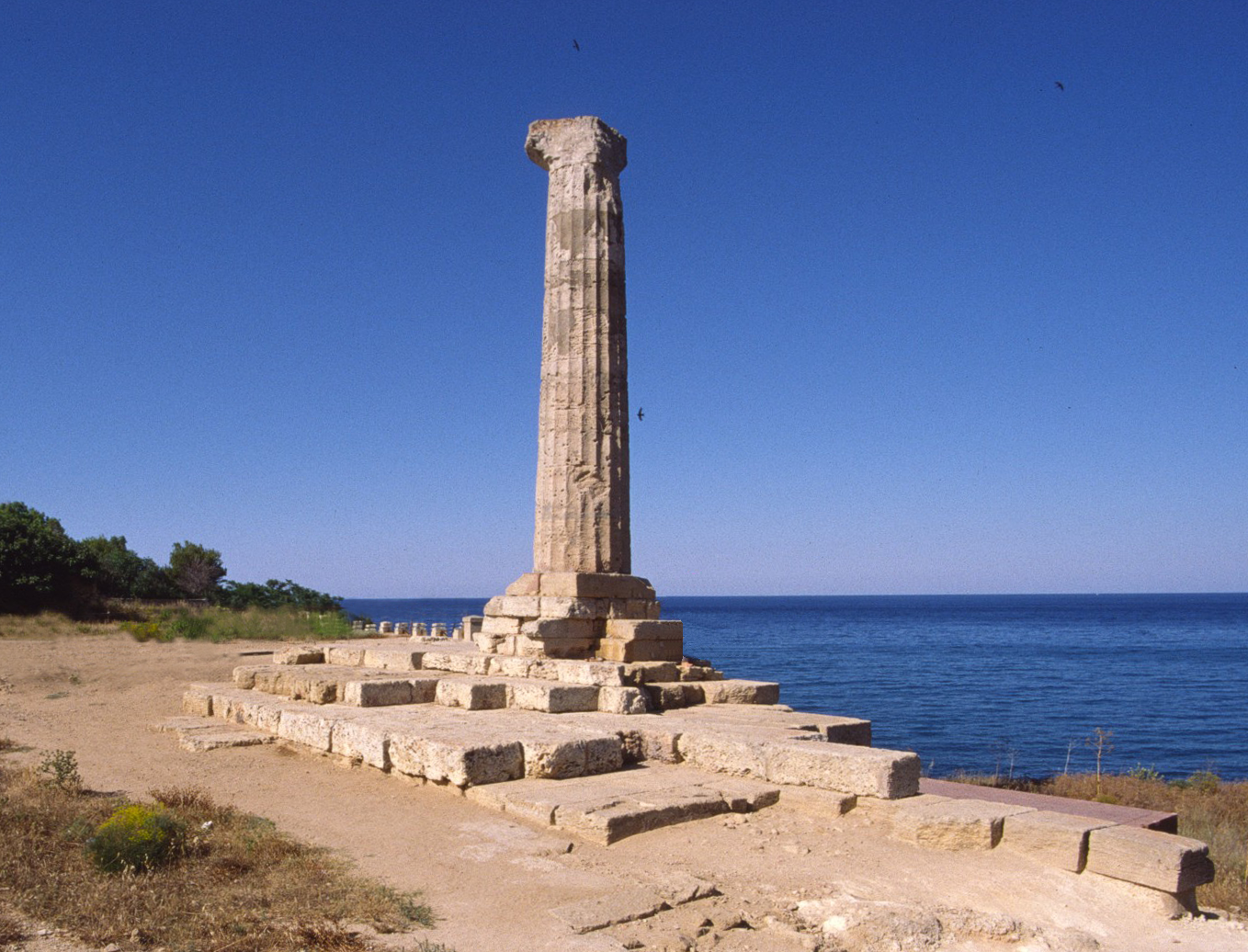
De restanten van de tempel van Hera Lacinia in het antieke Lakinion vlak bij Crotone

De Italiotische bond was een politiek-militair bondgenootschap van enige Griekse steden in Magna Graecia om zich te verdedigen tegen de Lucaniërs en Dionysius I, de tiran van Syracuse. Het bondgenootschap werd in 393 v.Chr. gesloten en bestond ten minste uit de steden Rhegion, Croton, Thurioi, Hipponion, Kaulonia en Elea. De leidende rol was hierbij voor de stad Croton, die in het nabijgelegen Lakinion, het heiligdom van Hera, de vergaderingen van het bondgenootschap organiseerde.
Een lidmaatschap van de stad Heraclea, een kolonie van Tarente, in de eerste tijd na de stichting van de bond kan op basis van muntvondsten vermoed worden. Er zijn echter geen aanwijzingen dat Tarante zelf lid van het bondgenootschap was. Waarschijnlijk profiteerde Tarante van de geschillen tussen de leden van de Italiotische bond en de met Dionysios geallieerde Lucaniërs.
Pas enige tijd na de val van de stad Croton, in het jaar 379 v.Chr. door Dionysius overwonnen en bezet, werd de plaats waar de Italiotische bond bijeenkwam naar Heraclea verplaatst. Hiervoor is geen direct bewijs, maar men maakt dit op uit het feit dat Alexander de Molossiër, die van 334 tot 331 v.Chr. als huurlingleider in dienst stond van Tarante, de plaats van samenkomst van de Italiotische bond van Heraclea naar Thurii wilde verplaatsen, nadat hij in een conflict was geraakt met zijn voormalige opdrachtgever, de stad Tarente.
Uit de nauwe banden tussen Tarente en zijn kolonie Heraclea leidt men af dat in de periode vlak na de verovering van Crotone door Dionysius Tarente een leidende rol had in de Italiotische bond, daarbij mogelijk aangemoedigd en gesteund door Dionysius.